# Beşiktaş
|  | Aquest article tracta sobre un districte d'Istanbul. Si cerqueu el club d'esports, vegeu «Beşiktaş Jimnastik Kulübü». |

Beşiktaş (pronunciat beixiktaix en turc) és un municipi (belediye) d'Istanbul, Turquia, situat a la costa europea del Bòsfor. Hi fan frontera al nord Sarıyer i Şişli, a l'oest Kağıthane i Şişli, al sud Beyoğlu, i a l'est el Bòsfor. Directament a través del Bòsfor és el municipi d'Üsküdar.
El municipi de Beşiktaş inclou un cert nombre de llocs importants al llarg del costat europeu del Bòsfor, des de Palau de Dolmabahçe al sud fins a Bebek al nord. El municipi també inclou molts veïnats d'interior com Levent i Etiler. Alguns dels seus altres veïnats coneguts són Yıldız, Kuruçeşme, i Ortaköy.

## Nom
Les paraules beşik taş signifiquen 'pedra' i 'bressol' en turc. Així doncs, beşik taş vol dir 'bressol de pedra'.
Segons una història, hi havia una església romana d'Orient, on ara es troba Beşiktaş, que era coneguda amb el nom de Kunópetra, que en grec vol dir 'bressol de pedra'. L'església va ser construïda en honor d'una relíquia, una pedra que, segons hom diu, va ser presa de la quadra a Betlem on Jesús va néixer. Aquesta pedra, més tard, va ser portada a Santa Sofia i desaparegué durant la Quarta Croada, possiblement per ser venuda en el mercat de relíquies d'Europa.
Segons una altra història, un clergue d'una Església d'Aya Menas (Menna d'Egipte), on actualment es troba Beşiktaş, va tornar d'un pelegrinatge a Jerusalem amb una pedra amb forma de bressol, utilitzada en el baptisme de Jesús i la va posar en l'església.
Fins i tot, segons una altra història, el nom és una corrupció de beş taş, que en turc vol dir 'cinc pedres', i es referiria als pilars de pedra utilitzats per amarrar vaixells en el temps de Khair ed-Din Barba-rossa.

## Història

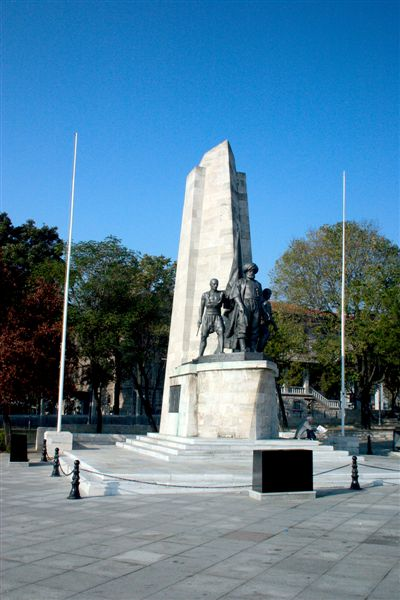
Memorial a Khair ed-Din Barba-rossa.

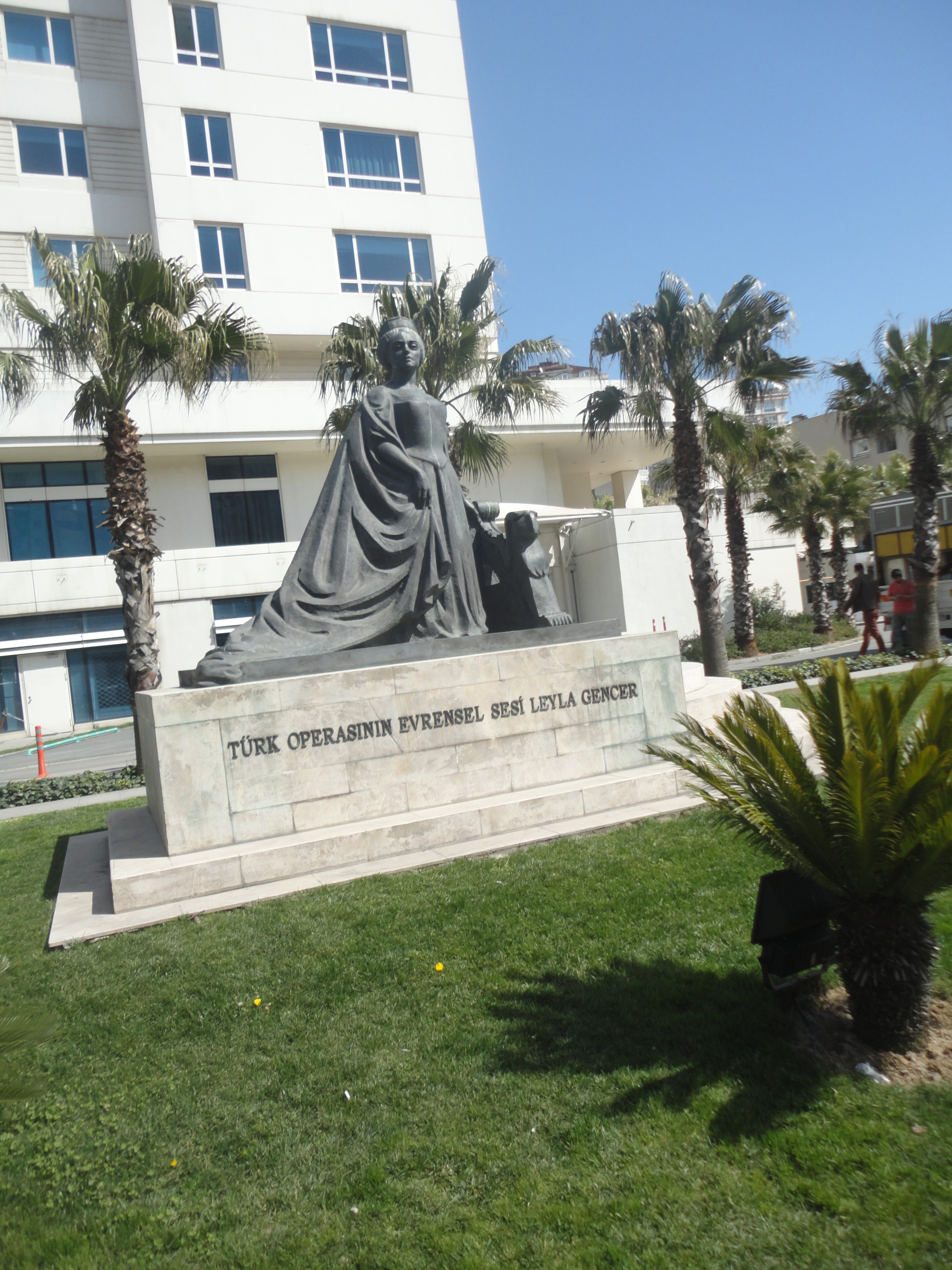
«Leyla Gencer, La Veu Universal de l'Òpera Turca», monument erigit el 2015

El Bòsfor ha estat poblat des de fa molt de temps, i a Beşiktaş hi ha molts indrets d'interès històric. Aquesta extensió de la costa del Bòsfor està una mica dels forts gregals que duen les tempestes a Istanbul, la qual cosa permet que sigui un bon lloc per a l'amarratge de vaixells.
En temps romans d'Orient, l'àrea s'anomenava Diplokiónion, que en grec significa 'doble pilar'.
En temps antics els pobles a la costa del Bòsfor eren comunitats aïllades al bosc que s'atansava fins a la línia de costa. El Bòsfor, tanmateix, va ser prominent en la història i mitologia dels grecs antics, i els pobles com Beşiktaş haurien tingut el seu lloc en contes tradicionals com ara Jàson i els argonautes. En l'era romana d'Orient es construïren esglésies i un monestir i la tradició de tenir un palau d'estiu en el Bòsfor va començar amb els romans d'Orient, i més en concret amb el seu complex de palaus Ayios Mamas.
Els assentaments del Bòsfor, tanmateix, com que estaven fora de les muralles de la ciutat, eren vulnerables als atacs que provinguessin de les costes de la mar Negra, i molt poca d'aquesta arquitectura, o el conjunt d'estàtues que l'haurien decorada d'una manera esplèndida, ha sobreviscut fins avui en dia.
En el període otomà, una vegada que els emperadors van haver establert el control de les costes de la Mar Negra, l'armada otomana va atracar al Bòsfor, i els pobles de la zona es van tornar segurs i atractius altre cop. Un home en particular, el llegendari mariner Barba-rossa va construir el seu palau i la seva mesquita a Beşiktaş, i ho va convertir en la seva llar. En aquell moment, Beşiktaş era una travessia del Bòsfor, establerta per al comerç de caravanes a l'altre costat d'Anatòlia i al llarg de la Ruta de la Seda, i naturalment, era una ruta per als grans exèrcits otomans.
Aquesta costa era, naturalment, molt atractiva per als governants otomans, que construïren pavellons de caça i grans palaus en l'àrea; així doncs, el districte de Beşiktaş conté alguns dels edificis otomans més importants i atractius. L'àrea fou així l'escenari de grans intrigues en l'últim període otomà, com ara el destronament de Soldà Abdülâziz al Palau de Dolmabahçe, en un cop, el 1876, i l'anunci del fundació del parlament otomà el 1908, i la deposició del soldà Abdul Hamid II al Palau de Yıldız el 1909.
Després de la fundació de la República Turca el 1923, la família dels governants otomans va ser deportada i es buidaren els palaus i mansions al llarg de la costa. Alguns van ser donats nous ministeris governamentals, alguns van ser utilitzats com a escoles, altres com a edificis públics i, finalment, alguns altres van ser enderrocats.
Avui, és àmpliament acceptat pels residents del municipi que el resident més significatiu de Beşiktaş va ser Zübeyde Hanım, la mare de Mustafa Kemal Atatürk, que va viure en el barri vell, al cor del municipi de Beşiktaş, just al costat de l'aleshores seu del Beşiktaş Jimnastik Kulübü.

## Divisió administrativa
Mahalleler:
Abbasağa  ·  Akatlar  ·  Arnavutköy  ·  Balmumcu  ·  Bebek  ·  Cihannüma  ·  Dikilitaş  ·  Etiler  ·  Gayrettepe  ·  Konaklar  ·  Kuruçeşme  ·  Kültür  ·  Levazım  ·  Levent  ·  Mecidiye  ·  Muradiye  ·  Nisbetiye  ·  Ortaköy  ·  Sinanpaşa  ·  Türkali  ·  Ulus  ·  Vişnezade  ·  Yıldız
Barris:
Akaretler  ·  Aşiyan  ·  Beşiktaş  ·  Çırağan  ·  Darphane  ·  Dolmabahçe  ·  Ertuğrul  ·  Ihlamur  ·  Karanfilköy  ·  Maçka  ·  Serencebey  ·  Valideçeşme

## Beşiktaş J.K
El veïnat dona el seu nom al club d'esports més antic de Turquia, el Beşiktaş Jimnastik Kulübü (Club Gimnàstic Beşiktaş), fundat el 1903. L'equip de futbol del club és un dels tres millors equips de Turquia i ha guanyat 13 títols de la lliga turca de futbol i ha participat cinc cops (1997-98, 2000-01, 2003-04, 2007-08, 2008-09) en la Lliga de Campions de la UEFA. El club juga a l'Estadi Beşiktaş İnönü, que té una capacitat per a 33.000 persones, es troba al passeig marítim del Bòsfor, al sud-oest del centre de Beşiktaş, i en dies de partit registra una gran afluència de públic.
L'equip de futbol vesteix samarreta blanca i negra i se sobrenomena les Àguiles Negres. El club ha guanyat notorietat pels seus admiradors fidels, que han batut rècords de volum, amb aclamacions de 132 decibels.
El Beşiktaş J.K. també té seccions de bàsquet, voleibol i altres esports.
El BJK Akatlar Arena és el pavelló on juga l'equip de bàsquet.